# Edelbrock

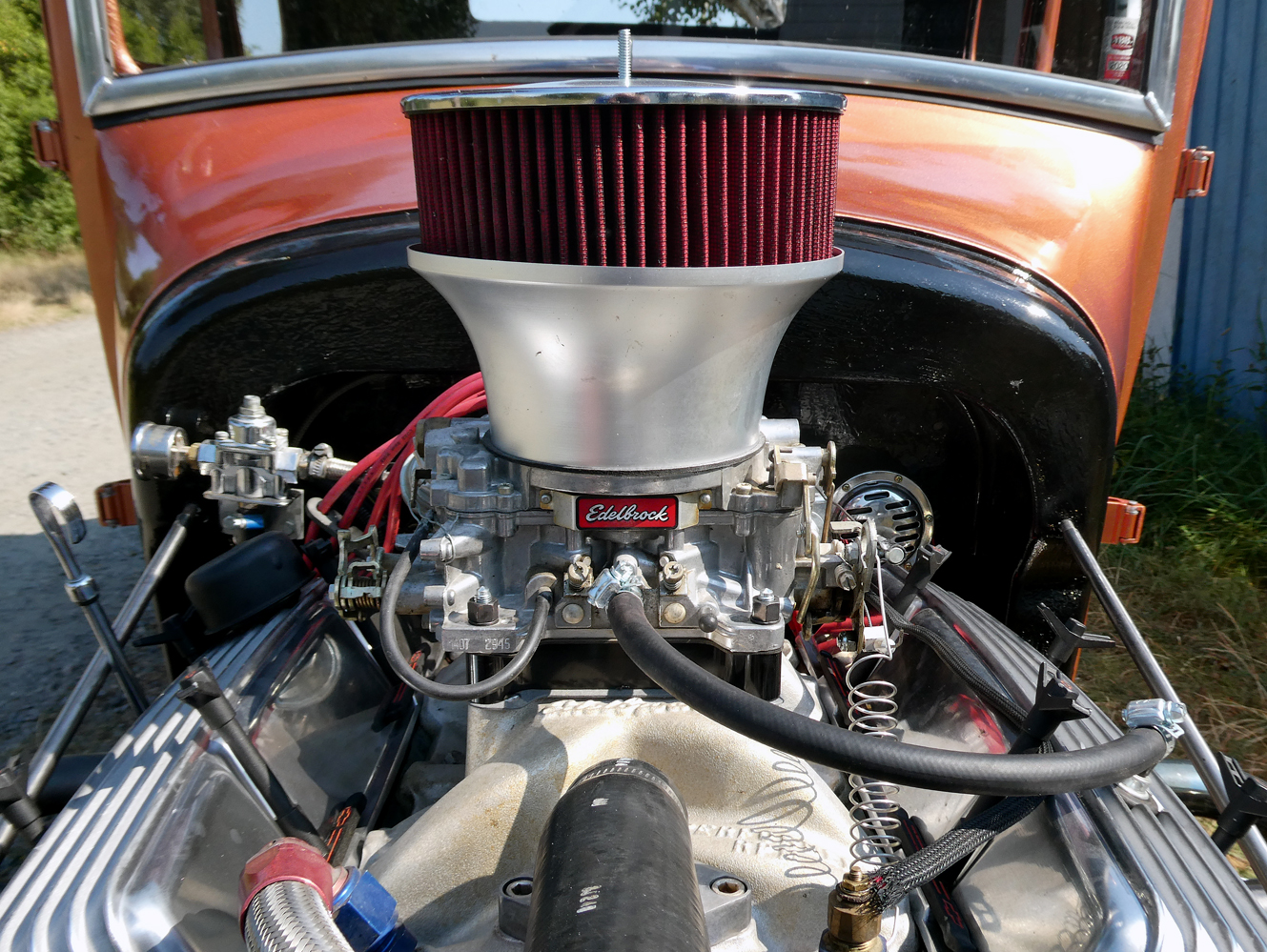
En förgasare av märket Edelbrock.

Edelbrock, LLC är en amerikansk tillverkare av eftermarknadsdelar för bilar grundad av Vic Edelbrock 1938. Företaget tillverkar bland annat förgasare och insugningsrör. Sätet är Torrence, Kalifornien.